# B'full
B'full（ビーフル、登記社名: 株式会社Bfull）は、日本の愛知県一宮市にある企業。

## 概要
愛知県一宮市神山1丁目10番1号に本拠を置く。
2010年2月18日、「株式会社びーふる」設立。2013年6月、「プルクラ」ブランドを立ち上げ、自社製品の企画、製造、販売を開始。2015年8月、日本工場設立。2019年５月、「株式会社B'full」に社名変更した。
漫画やアニメの美少女キャラクターのフィギュアを多く手がけており、このほか2014年12月から「Apricot blossom（アプリコットブロッサム）」ブランドで女性向けフィギュアを、2016年5月から「FIGUREX」ブランドで等身大フィギュアの取り扱いを開始している。「プルクラ」、「FOTS JAPAN」と合わせ4ブランドを展開して来たが、2019年5月の現社名への変更に伴い、海外進出を見据え、ブランドを「B'full」に一本化した。
一般的なフィギュアメーカーとは異なり、金型による成形ではなく、3Dプリンターによる成形を採用している。金型よりも短時間、低コストな特長を活かし、多品目、小ロットでの生産や、等身大サイズのフィギュアのような大型製品の生産にも対応している。2021年1月、自社の3Dプリンター技術を活かし、マスクの内側に装着することで装着感を改善する「立体インナーマスク　快適フレーム」を開発した。
2019年から産業用大型光造形3DプリンターZRapid iSLAを導入して年間約4万体のフィギュアを量産。その後同機を14台に増強し、2020年から光造形技術を製造業向けに展開するエンジニアリングサービスを開始。造形受託サービスで年間150万パーツをAM製造している。またZRapid iSLAに2次硬化不要となる独自のパラメーターをプリセットし、「ZRapid iSLA byB'full」として販売を開始した。

## グループ企業・関連団体
- 株式会社モワノー：愛知県一宮市神山1丁目10番1号

2013年10月設立。法人番号：7180001111598。
- 株式会社monoworks（モノワークス）：愛知県一宮市千秋町浮野字中向得30番5

2013年10月設立。法人番号：8180001111597。
- 株式会社ヒート・ネット：愛知県西尾市一色町大塚下古新72番地

2015年10月設立。法人番号：8180301028533。
- APE株式会社（エーピーイー）：愛知県一宮市三条字賀72番地

2016年6月設立。法人番号：5180001123637。「Insight」（インサイト）ブランドで成人向けフィギュアを取り扱う。
- 一般社団法人日本等身大造形物協会（にほんとうしんだいぞうけいぶつきょうかい）：愛知県一宮市篭屋2丁目6番23号

2016年7月設立。2020年10月22日閉鎖。法人番号：4180005016862。
- be-advance株式会社（ビーアドバンス）：愛知県一宮市神山1丁目10番1号

2016年10月設立。法人番号：3180001125247。